# بيت المقهى الهندي
بيت المقهى الهندي (الهندية :इंडियन कॉफी हाउस)، أسس في جبالبور (مدينه في الهند) وهو سلسلة مطاعم في الهند، أُدير من قِبل جمعيات تعاونية، وكان لها حضورًا قويًا في الهند مما يقارب 400 مقهى. يعمل حديثولا في مقهى الهند الواقع في الشارقة وقد لوحظ انه من أفضل المدراء في تاريخ المقهى الهندي.
| نوعه: مطعم صيني صناعته: مطاعم تجزئة المشروبات تأسيسه: 1936 عدد مواقعه: 400 |

                                    المقهى الهندي

## تاريخها
نمت القهوة على أيدي الهنود الأصليين في القرن 16، ومع ذلك فإن مفهوم القهوة بدأ بكسب شعبية قليلة في القرن ال18 في شيناي
(ولاية مدارس) وكالكوتا (مدن في الهند)، مع ذلك فإن جزءًا من سياسة التمييز العنصري للحكام الإنجليز لا يسمح للهنود الأصليين من دخول هذه المقاهي، ففي أواخر سنة 1890 تم تشكيل سلسلة من فكرة المقاهي الهندية بدأت هذه السلسلة من قبل لجنة القهوة في عام 1936، والذي افتتح أول منفذ في بومباي (مدينه في الهند)، وفي عام 1940 افتتح ما يقارب 50 مقهى هندي في جميع أنحاء الهند البريطانية، وبتشجيع من الزعيم الشيوعي أي.كي. قوبالان لعمال الشبكة في المقهى الهندي. بدأ التعاون في بنقالور في
(19 من أغسطس عام 1957) حيث أنشئت أحد المقاهي في دلهي في 27 كانون الأول/ديسمبر عام1957.تم فصل المجتمعات عن المجتمعات الام. أفتتح الفرع الثامن للمقهى الهندي في جبالبور في نوفمبر عام 2017.

## إدارتها
هناك 13 مجتمع تعاوني في الدولة لإدارة المقاهي الهندية، وهذه المجتمعات ايضًا تُدار من قبل لجنه إدارية منتخبة من الموظفين، وهناك ايضًا اتحاد للمجتمعات التعاونية كمنظمة وطنية رائدة لقيادة هذه المجتمعات.

## فروعها

### كيرلا
يوجد في ولاية كيرلا أكبر عدد من المقاهي مما يقارب 51 مقهى هندي. ويوجد ايضًا في مدينة كوريكود (مدينه في ولاية كيرلا) ستة فروع للمقهى الهندي ويوجد بكانور (مدينه في كيرلا) أربعة فروع وهو المقر الإقليمي لمجتمع عَمالة المقهى الهندي.
ادفوكيت تي.كي كريشنان هو الزعيم الشيوعي لثريسور (مدينه في كيرلا) وإن اس برمسوارن بيلاي سكرتير مجلس اتحاد نقابة العمال في المقهى الهندي، وكان الموظفون الذين تم طردهم من القهوة الهندية هم الذين أسسوا مجموعة المقاهي الهندية في ولاية كيرلا. حيث بدأ أول مقهى هندي في كيرلا في مدينة ثريسور على يد أي.كي قوبلان في 8 مارس في عام 1958 وكان الرابع في البلد. وهناك ايضًا كتاب تاريخي بديل يتحدث عن حركة المقهى الهندي بلغة الملايلم (لغه يتحدثون بها في كيرلا) – تاريخ القهوة الهنديه مِن قِبل إن.إس. برمسوارن ونداكل بيلاي. (نُشرت من قبل الكتب الحاليه، ثريسور) وهذا هو المنشور الوحيد المكتوب عن تاريخ حركة القهوة الهندية بأي لغة فاز الكتاب بجائزة ابوظبي شاكثي كأفضل سيرة ذاتية لعام 2007. ولوحظ أن منافذ مقاهي الهند في كيرلا يستخدمون البنجر بكثره في أطباقهم.
المقهى الهندي بالقرب من المحكمة العُليا ايماكوليم،
كيرلا.
متجر المقهى الهندي في ثمبانور في كيرلا.

#### غرب البنقال
هناك فروع عديدة للمقهى الهندي في كلكوتا ومن ضمنها: فرع شارع الكلية طريق طويل في كالكوتا)، فرع السبيل المركزي، فرع كلية كولكتا الطبية، وفرع جدافبور. وهي من أكثر الأماكن المعروفة بين الطلاب والشباب، على الرغم من انه يمكن للمرء أن يرى العديد من كبار السن يترددون على المقاهي بشكلٍ مستمر.
المقهى في شارع الكلية
المقال الرئيسي: مقهى شارع الكلية
ومن أشهر فروع المقهى في كالكوتا هو الذي يقع في شارع الكلية، ويعرف ايضًا بانه «مقهى شارع الكلية» وعلى الرغم من أن الكثيرون يعرفونه باسم مقهى شارع الكلية إلا انه يقع في شارع بانكم شاتيرجي. تتبع البرت هيل تاريخ هذا المقهى والذي افتتح في شهر أبريل من عام 1876. قرر مجلس القهوة في وقتٍ لاحق ان يشترك مع البرت في المقهى في عام1942. وهناك مواطنين ايضًا كرروا زيارة هذا المكان مثل رابيندراناث تاجور وسوبهاز شاندرا بوز. غيرت الحكومة اسم هذا المكان إلى «بيت  المقهى» في عام1947.وكان هذا المكان تنعقد فيه اجتماعات للشعراء والفنانين والادباء وناس اخرون من مختلف الفنون والثقافات. وهذا المقهى مشهورًا بجلسات تربوية [WA56] في جنوب اسيا لمختلف السياسات والثقافات الشخصية والحركية. وهناك أغنية شهيرة لهذا المقهى اسمها " (কফি হাউসের সেই আড্ডাটা) " وغناها مانا دي والتي وضعت لهذا المقهى.
المقهى الهندي في كالكوتا.

## دول أخرى

### *شانديقاره
أفتتح المقهى الهندي الفرع ال17  في شانديقاره في عام 1694 والذي ظل مشهورًا بين المحترفين والمهنيين والصحفيين والأطباء والبيروقراطيين والمحامين وكبار المسؤولين. عمِل هذا الفرع في قطاع ال 22 ونقل في عام 1971 إلى القطاع ال17. ولدى هذا المقهى الواقع في كلية جامعة بوناجب شعبية كبيرة بين الطلاب. حيث افتتح ايضًا فرع جديد في عام 2016 في القطاع 36.

#### هيماشل براديش
اعتاد فرع المقهى دارامسالا أن يكون مشهوراً بين المثقفين في المدينة. حيث أُسس بالقرب من إدارة المنطقة من المجتمع التعاوني العاملين في صناعة القهوة الهندية الذي كان في دلهي من عام 1991. قرر المجتمع إغلاق هذا المقهى في عام 2006 عندما واجهوا خسارة فادحة والتي تعادل 35 لاخ روبييز (العملة الهندية).

##### ماديا براديش
فرع بيت المقهى الهندي في  بهراركوا معروفًا بين الطلاب بكثرة في هذه المدينة وتقع ايضًا مجموعة أخرى من هذا المقهى في مبنى كلية جامعه دي أي في في، إندور.

### كارنتاكا
أغلق المقهى البالغ من العمر 50 عامًا الواقع في شارع إم جي في بنقالور في 5 أبريل من عام 2009 عندما خسرت الجمعية التعاونية لعمالة هذا المقهى معركة قانونية مع صاحب المبنى للاستمرار في المبنى حيث انه أفتتح مره أخرى في شارع شرش والذي يبعد اقل من 1000 متر، والأخر في كولامنقالا مقابل جامعة جيوتي نيفاز، وفرع اخر يعمل في جامعة شرست.

#### شركة الطاقة الحرارية الوطنية المحدودة
يدار المقهى النباتي من قبل بيت المقهى الهندي، وهذه المطاعم يتم دعمها وتشغيلها على مدار 24 ساعة طوال الأسبوع.
النادل يرتدي عمامة في المقهى في بنقالور.